# Estornell ala-roig
L'estornell ala-roig
(Onychognathus morio) és una espècie d'ocell de la família dels estúrnids (Sturnidae). Habita zones rocoses a les sabanes de l'Àfrica oriental, des de Etiòpia fins al sud de Sud-àfrica. El seu estat de conservació es considera de risc mínim.